# Rejon kosz-agacki
Rejon kosz-agacki (ros. Кош-Агачский район, ałt. Кош-Агачский район) – jeden z 10 rejonów w Republice Ałtaju. Stolicą rejonu jest Kosz-Agacz.
100% populacji to ludność wiejska, ponieważ w rejonie nie ma żadnego miasta.